# Pontoon
Pontoon (/pɒnˈtuːn/, en irlandais : Pont Abhann « pont de rivière ») est un village situé dans le comté de Mayo, en Irlande.

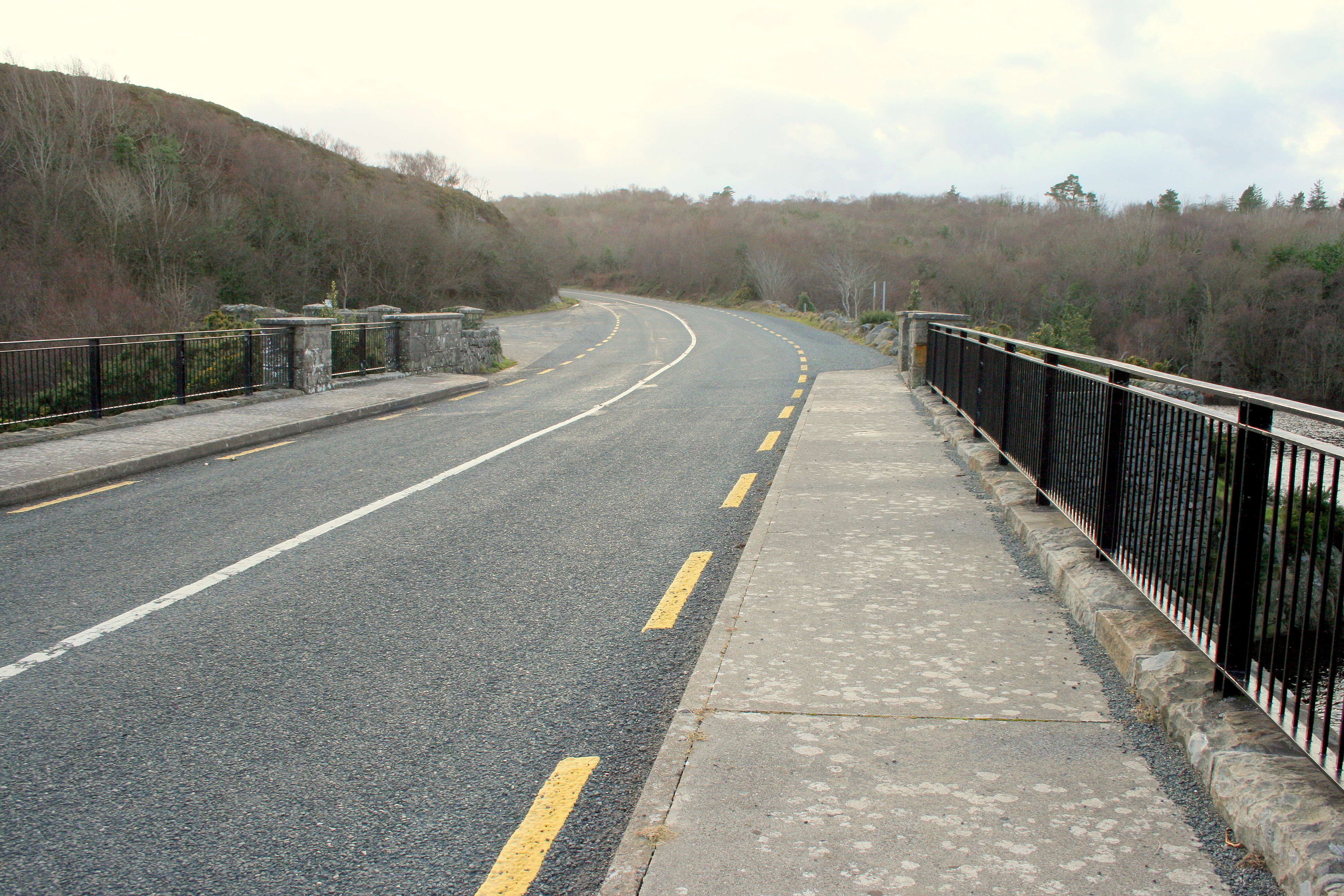
Pont sur la R310.

Le village est situé entre les Lough Conn et Lough Cullin au cœur d'une région très touristique, où la pratique de la pêche du saumon est une attraction importante,.
Le village se situe à la section sur la route régionale R310, reliant la commune à 30 minutes de l'aéroport de Ireland West Airport Knock.
Un pont, nommé Pontoon bridge, qui relie les deux lacs est une attraction à proximité directe du village ainsi que le Bridge Hotel qui accueille les voyageurs de passage.